# Malcolm Page
Malcolm Page (ur. 22 marca 1972 w Sydney) – australijski żeglarz sportowy, dwukrotny mistrz olimpijski, multimedalista mistrzostw świata.
Startuje w klasie 470, gdzie jego partnerem początkowo był Nathan Wilmot, z którym wywalczył m.in. złoty medal w Pekinie. Z Mathewem Belcherem zdobył złoto podczas igrzysk w Londynie, a także wygrał mistrzostwa świata w latach 2010-12.
Ponadto mistrz świata w 2004, 2005, 2007, srebrny medalista w 2003 i 2006 roku, brązowy w 2001 (wszystkie osiągnięcia z Nathanem Wilmotem).